# والتورننچه
والتورننچه (به ایتالیایی: Valtournenche) یک کومونه در ایتالیا است که در واله دائوستا واقع شده‌است.

## خصوصیات
والتورننچه ۱۱۵ کیلومترمربع مساحت و ۲٬۱۶۳ نفر جمعیت دارد و ۱٬۵۲۸ متر بالاتر از سطح دریا واقع شده‌است.